# (215089) Hermanfrid
(215089) Hermanfrid ist ein Asteroid des inneren Hauptgürtels, der am 24. September 1960 von dem niederländischen Astronomenehepaar Cornelis Johannes van Houten und Ingrid van Houten-Groeneveld entdeckt wurde. Die Entdeckung geschah im Rahmen des Palomar-Leiden-Surveys, bei dem von Tom Gehrels mit dem 120-cm-Oschin-Schmidt-Teleskop des Palomar-Observatoriums aufgenommene Feldplatten an der Universität Leiden durchmustert wurden.
Die Umlaufbahn des Asteroiden um die Sonne hat mit 0,2415 eine hohe Exzentrizität. Der mittlere Durchmesser des Asteroiden wurde mithilfe des Wide-Field Infrared Survey Explorers (WISE) mit 8,089 (±0,899) km berechnet, die Albedo mit 0,043 (±0,011). Die Albedo lässt auf eine dunkle Oberfläche schließen.
(215089) Hermanfried ist Mitglied der Schubart-Familie, einer wahrscheinlich vor 1,7 (± 0,7) Milliarden Jahren durch Kollision entstandenen Gruppe von Asteroiden, die sich in einer Bahnresonanz von 3:2 mit dem Planeten Jupiter um die Sonne bewegt. Namensgeber dieser Gruppe ist der Asteroid (1911) Schubart. Die zeitlosen (nichtoskulierenden) Bahnelemente von (215089) Hermanfrid sind fast identisch mit zwei weiteren Asteroiden: (402561) 2006 QP54 und (446798) 1999 TE82.
(215089) Hermanfrid wurde am 26. Juli 2010 nach dem deutschen Prähistoriker Hermanfrid Schubart (* 1930) benannt. Der Vorschlag zur Benennung erfolgte durch seinen Bruder, dem Astronomen Joachim Schubart (* 1928), nach dem 1976 der Asteroid (1911) Schubart benannt worden war.